# Mansá Músa
Músa Keita I (cca 1280 – cca 1337) byl desátý Mansá, což lze nejlépe přeložit jako „král králů“ nebo „císař“, bohaté západoafrické Říše Mali. V době Músova nástupu na trůn se Říše Mali skládala z území dříve patřícího pod Ghanskou říši, dnes Mauritánie, Melle (Mali), a sousedících území. Músovi náleželo mnoho titulů, včetně Mellského emíra, Pána wangarských dolů nebo Dobyvatele Ghanaty.  Během své pouti do Mekky výrazně přispěl k rozšíření islámu v severní Africe a na Blízkém východě. Byl to nejbohatší člověk historie, jeho majetek se odhaduje na 500 miliard dolarů.

## Pojmenování
V západních spisech a literatuře byl Músa Keita nejčastěji označován jako Mansá Músa. Také se objevují pojmenování jako Kankou Músa, Kankan Músa a Kanku Músa. „Kankou“ je populární Mandingské jméno, Kankou Músa tedy znamená „Músa jehož matkou byla Kankou“.

## Vzestup na trůn

Rodokmen králů Říše Mali založený na záznamech od Ibn Khaldun

Znalosti, které dnes máme o Malijské říši, pocházejí ze spisů arabských učenců, jako byli Al-Umari, Abu-sa'id Uthman ad-Dukkali, Ibn Chaldún a Ibn Battuta. Podle Ibn-Khaldunových spisů o malijských králích, Mansá Músa byl vnuk Abú Bakr Keita (nejedná se ovšem o sahábího a chalífu Abú Bakra) – bratra Sundiata Keita, zakladatele Říše Mali. Sám Abú Bakr říši nikdy nevládl a jeho syn, Músův otec, Faga Laye, není pro historii Mali významný.

Mansá Músa Keita byl podle primárních zdrojů určen zástupcem krále Abú Bakra II., který se vydal na výpravu s cílem nalézt hranice Atlantského oceánu a nikdy se nevrátil. Arabsko-egyptský učenec Al-Umari cituje Mánsu Músu:
Vládce mně předcházející nevěřil, že je nemožné dosáhnout kraje oceánu, který obklopuje zemi (Atlantského oceánu). Chtěl ho dosáhnout a byl odhodlaný svůj plán uskutečnit. Vyslal na dvě sta lodí plných mužu a spoustu dalších plných zlata, vody a proviantu na několik let. Rozkázal kapitánovi, aby se nevracel, dokud nenarazí na kraj oceánu, nebo dokud nevyčerpají zásoby jídla a vody. Vydali se tedy na svou cestu. Dlouho po nich nevraceli, než jedna loď připlula zpět. Když byl kapitán tázán, opověděl 'Ó princi, pluli jsme dlouho, než jsme uprostřed oceánu spatřili silný proud... Moje loď byla poslední; ostatní byly přede mnou, utopily se v tom velkém víru a zpět se už nedostaly. Plul jsem zpět, abych utekl tomu proudu.' Ale Sultán mu nevěřil. Rozkázal připravit na dva tisíce lodí pro něj a jeho muže a dalších tisíc na zásoby vody a jídla. Zvolil si mě jako svého regenta po dobu jeho nepřítomnosti a odplul se svými muži, aby se už nikdy nevrátil, ni nedal zmínku o svém životě.
Músův syn a následovník, Mansá Magha Keita, také vládl jako zástupce po dobu Músovy pouti.

## Islám a pouť do Mekky
Músa byl oddaný muslim a díky jeho pouti do Mekky (povinnost každého muslima, pokud mu to jeho zdravotní a hospodářský stav dovoluje) se stal známým po celé severní Africe a Blízkém východě. Pro Músu byl islám „branou do kulturního světa Východního Středomoří“.  Věnoval mnoho času podpoře šíření islámu v jeho říši.
Músa vykonal svou pouť v roce 1324. V jeho procesí šlo údajně 60 000 mužů, včetně 12 000 otroků, z nichž každý nesl čtyři libry ve zlatých cihlách. Músa zajistil vše potřebné pro celé procesí včetně stravy pro všechny muže i zvířata.  Mezi zvířaty bylo i 80 velbloudů, kteří nesli 50–300 liber zlatého prachu. Músa po cestě zlato rozdával chudým. Músa nejen daroval městům, kterými projížděl, včetně Káhiry a Mediny, ale také vyměňoval zlato za suvenýry. Bylo také zaznamenáno, že každý pátek nechal vystavět mešitu. 
Músova cesta byla zdokumentována několika očitými svědky, které potkal cestou a byli uchváceni bohatstvím a velikostí procesí. Záznamy pocházejí z mnoha zdrojů, včetně deníků a ústně předávaných historek. Jsou také záznamy o Músově návštěvě Mamluka, Sultána Egyptského, Al-Nasir Muhammada, v červenci 1324.
Músova štědrost ale nechtěně zdevastovala ekonomiku regionů, kterými prošel. Ve Káhiře, Medině a Mekce náhlý příliv zlata snížil jeho hodnotu na následující desetiletí. Ceny zboží výrazně vzrostly. Aby trh se zlatem zachránil, půjčil si v Káhiře tolik zlata, kolik jen mohl unést, při vysokém úroku. Toto je jediný známý případ v historii, kdy jeden muž přímo kontroloval cenu zlata ve Středomoří.

## Pozdější léta vlády
Během své dlouhé zpáteční cesty v roce 1325 se k Músovi donesly zprávy, že jeho armáda znovudobyla Gao. Armádu vedl jeden z jeho generálů, Sagmandia. Město Gao bylo součástí říše již před vládou Sakury a bylo důležitým obchodním centrem. Músa tedy město na své zpáteční cestě navštívil. Jako zajatci mu byli předvedeni dva synové Gaoského krále – Ali Kolon a Suleiman Nar. Vzal je s sebou do Niani (hlavního města říše) a vychoval je na svém dvoře. Když se Mansá Músa vrátil, přivedl s sebou zpět mnoho arabských učenců a architektů. 

### Výstavba v Mali
Músa se dal do rozsáhlého budování, stavěl mešity a madrasy v Timbuktu a Gao. Za zmínku stojí, že dávné centrum učení Sankore Madrasah (nebo Sankorská Univerzita) bylo založeno v době jeho vlády. 
V Niani postavil Músa Aulu – budovu vnitřními dveřmi propojenou s královským palácem. Byl to „obdivuhodný Monument“, z něhož čněla kopule a byl zdoben arabeskami zářivých barev. Dřevěné okenní rámy vrchního patra byly postříbřeny; ty ve spodním patře pozlaceny. Stejně jako Velká Mešita, obrovská stavba postavena ve stejnou dobu v Timbuktu, byla Aula postavena z tesaného kamene. 
V tomto období byl městský život ve významných centrech Mali na vysoké úrovni. Sergio Domian, Italský učenec v oblasti umění a architektury o tomto období napsal: „Tak byly položeny základy městské civilizace. Při vrcholu své moci mělo Mali minimálně 400 měst a oblast delty Nigeru byla velmi hustě osídlena.“

### Vliv v Timbuktu
Mansá Músa připojil Timbuktu k Říši Mali na zpáteční cestě ze své pouti, stejně jako Gao. Od architektů, které si přivedl z Andalusie a Káhiry si nechal postavit velký palác a mešitu Djinguereber, která stojí dodnes.
Z Timbuktu se brzy stalo centrum obchodu, kultury a islámu; prodávat své zboží sem přicházeli hausští obchodníci, Egypťané a obchodníci z dalších zemí. Byla zde založena univerzita (stejně jako ve městech Djenné a Ségou). Prostřednictvím univerzity a obchodů se šířil islám a Timbuktu se stalo centrém islámské učenosti. Zprávy o městě bohatství v Říši Mali dorazily i do jižní Evropy a obchodníci z Benátek, Grenady a Janova si brzy zaznamenali Timbuktu jako město pro prodej hotových produktů za zlato.
Na Univerzitě Sankore v Timbuktu byli za Músovy vlády zaměstnáni právníci, astronomové a matematici. Z univerzity se stalo centrum učenosti a kultury a přitahovalo učence z celé Afriky a blízkého východu do Timbuktu.
Músův palác dnes už nestojí, ale univerzita a mešita v Timbuktu stojí dodnes.

## Smrt
Rok úmrtí Mansá Músy je stále předmětem debat dnešních historiků. Soudě podle doby vlády jeho syna Mansa Maghana (1332 až 1336) je možné, že Músa zemřel v roce 1332. Některé zdroje také ale uvádějí, že měl v úmyslu abdikovat ve prospěch svého syna a podle Ibn-Khalduna byl Mansá Músa živý, když bylo dobyto město Tlemcen v Alžírsku v roce 1337, jelikož poslal do Alžírska své zástupce, aby dobyvatelům pogratuloval k jejich vítězství.